# Angel Gomes
Angel Gomes, född 31 augusti 2000 i London i Storbritannien, är en engelsk fotbollsspelare (mittfältare) som spelar för Ligue 1-klubben Lille.

## Karriär

### Klubbkarriär
Gomes växte upp i Salford strax utanför Manchester och började spela i Manchester United som sexåring. Den offensive mittfältaren utmärkte sig tidigt som ett stort löfte och som 16-åring fick han begå Premier League-debut i 2-0-segern mot Crystal Palace den 21 maj 2017. Med två minuter kvar av matchen fick Gomes byta av klubblegendaren Wayne Rooney och blev därmed den första 2000-talisten att spela i Premier League samt den yngste spelaren att representera Manchester United sedan Duncan Edwards 1953. Kort dessförinnan hade han blivit den yngste spelaren i klubbens historia att vinna Jimmy Murphy Young Player of the Year award, som tilldelas årets unga spelare i klubben.
I december 2017 skrev han så på sitt första proffskontrakt med Manchester United.
Den 9 augusti värvades Gomes av Ligue 1-klubben Lille OSC, han lånades därefter ut till Boavista FC.

### Landslagskarriär
En skada gjorde att Angel Gomes missade U17-EM i Kroatien 2017. Till U17-VM samma år fanns Angel Gomes dock med. Mittfältaren var lagkapten i det engelska lag som gick hela vägen och vann Englands första VM-guld. Trots att han bar lagkaptensbindeln fick Gomes dock knapert med speltid i VM-slutspelet, då han bänkades i både kvartsfinalen och semifinalen.

## Privatliv
Gomes har portugisisk bakgrund. Hans far, Gil Gomes, var även han fotbollsspelare och var en del av det portugisiska landslag som vann U20-VM 1991. Han har även band till den portugisiska landslagsmannen och före detta Manchester United-spelaren Nani, som är hans gudfar.